# デイトナUSA
『デイトナUSA』（Daytona USA）は、セガよりリリースされたレースゲームのシリーズである。
主なラインナップは以下の通り。
- デイトナUSA
- デイトナUSAサーキットエディション
- デイトナUSA エボリューション
- デイトナUSA2 BATTLE ON THE EDGE
- デイトナUSA2 パワーエディション
- デイトナUSA2001
- デイトナチャンピオンシップUSA

## 概要
ストックカーレースをモデルとしている3DCGで描写されたレースゲームである。タイトルの「デイトナ」とはストックカーレース場の最高峰的存在・デイトナ・インターナショナル・スピードウェイがあるUSAフロリダ州デイトナビーチをイメージしている（あくまでもイメージであり、ゲームのコースデザインは異なる）。
シリーズ第1弾はアーケードゲームで登場し、以降はコンシューマーゲームでも発売されている。

## シリーズ

### デイトナUSA（アーケード）

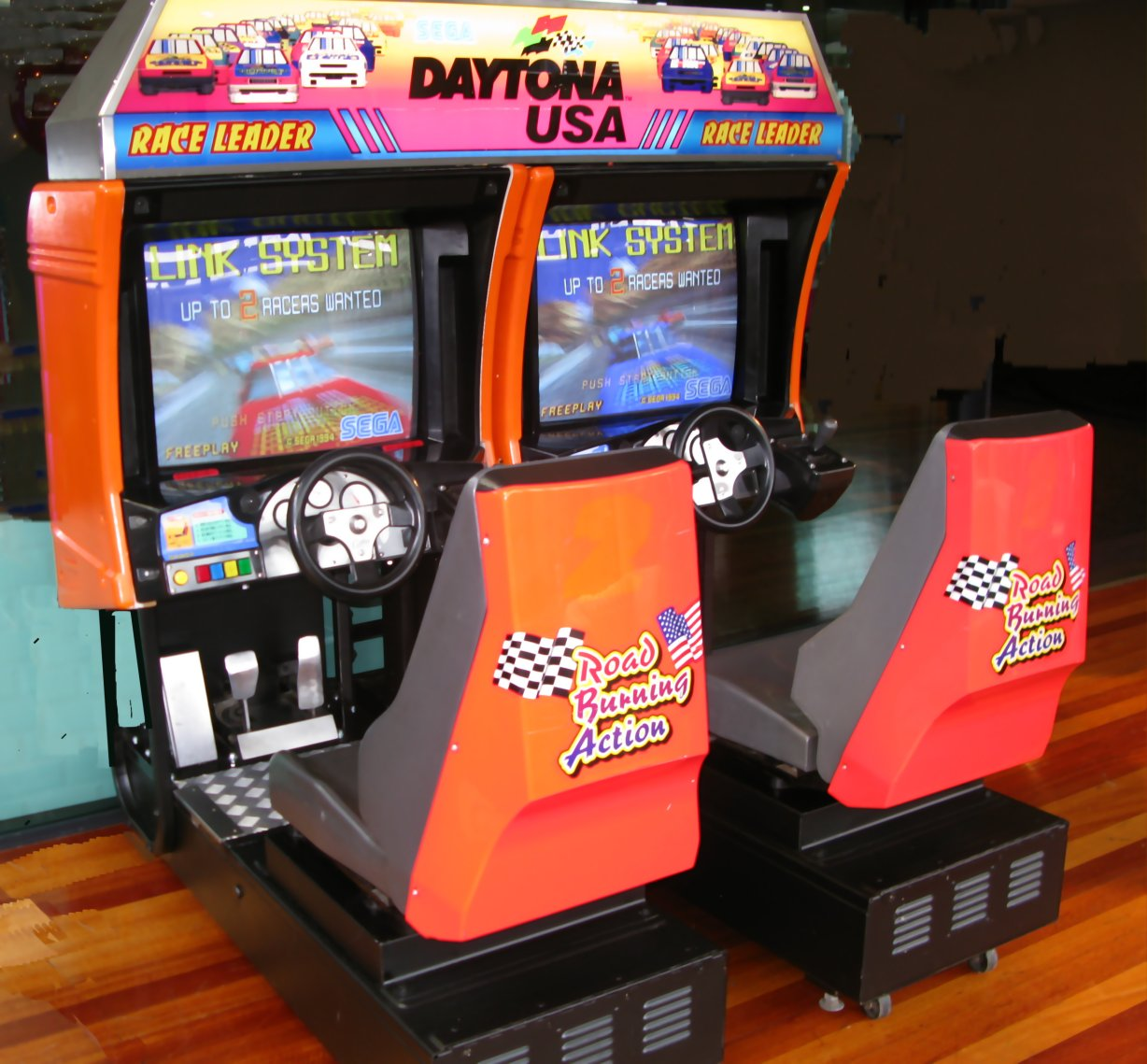
デイトナUSA

1994年4月稼動のシリーズ第1弾。プロデューサーはセガの名越稔洋。3DCGアーケード基板であるModel2の第1弾タイトルで、当時はまだ珍しかったテクスチャーマッピング付きのポリゴンを駆使。秒間60フレーム表示。筐体は『バーチャレーシング』から継承された反力ステアリングシステムが採用されている。
オープニングテーマ曲は、セガのサウンドクリエイター光吉猛修が「デーイートォーナーァァ」とデモ画面で熱唱するというものであった。敵車に追突してブレーキにできたりするといった豪快なゲーム性のほか、逆走を容認している点（逆走してもラップタイムが計測され、そのままゴールもできる）やVS筐体での通信対戦の乱入待ち時のデモ画面にも遊びが見られ、デフォルメ化されたアザーカー等による動きも、当時のアーケードゲームとしては珍しかった。
『デイトナUSA』の初期版（著作権表示が「© 1993 SEGA」となっている）はほとんど出回っておらず、幻のバージョンと称されることが多い。
コース
- スリーセブンスピードウェイ
最高速オーバルコース[2]。初期設定8周。ミリオンスロットアーチという巨大なスロットがある[注 4]。
ピットはコースの内側にある。
- ダイナソアキャニオン
アップダウンのあるコース。初期設定4周。本当はホリーキャニオンという名前だが巨大な恐竜の化石が発掘されたためダイナソアキャニオンと呼ばれる。
ブロントザウルスの尻尾の化石が見える[2]。ピットを逆走し、そこにある坂を上るとトンネルがある。そこには英語で「おめでとう！ あなたはたった今スポンサーを失った」と書かれた看板がある。
- シーサイドストリートギャラクシー
海岸の大都市内のテクニカルコース。初期設定2周。スターライトブリッジをスタート地点に、カシオペアシティを中心に回る。ジェフリー像を回すことができる。

登場車種
- ホーネット（プレイヤーカー、SSと1人プレーヤー大型筐体AC版では No.41、通信対戦型AC版ではプレイヤーNo.）
ハンドリングは悪く、お世辞にも曲がる車とはいえないが、ブレーキングやシフトドリフトでグイグイと曲げていく感じはこのゲームでしか味わえない。激しい衝突を繰り返すとボンネットがへこみ、クラッシュをするとタイヤが飛び出しかけてフレーム自体がくにゃりとゆがむ。
ATはMTと比べトルクや最高速度は劣るが初心者向け、MTは上級者向け（最高速度はATが315km、MTが325km）。
カラーリングはATは青と赤のツートンカラー、MTが黄と赤のツートンカラー。通信対戦型ACでは、「1」赤、「2」が青、「3」が黄色、「4」が緑、「5」が黒、「6」がピンク、「7」が水色、「8」がオレンジとなっている。また、通信対戦型ACでは、1人プレイの時に、自分以外（「1」を選択した場合「2」～「8」）の車が敵車としても登場する。
- ストックカー（雑魚車）
敵車は総計39台。代表的な車は下記参照。
  - 通称：忍者カー（SS&後期AC No.6、7）
ボンネットに忍者 TheNinjaというペイントが施してある車。No.6は白色でNo.7が黄色。
No.6の忍者カーは中間よりもやや後ろあたりに位置している。アーケードではホーネットの隣を位置して走っているためデモなどにもたびたび出ている。
スポンサーは日系レストラン。
No.7の忍者カーは最後尾にいる。
  - DK BIKE（通信対戦型AC No.99 / No.90）
ボンネットにある人物の顔をペイントしてある車。この顔は初級コースの看板にもなっている。
通信対戦型ACにて通信対戦を行うと敵車の有無を選択され、有りにするとこの車両が敵車として何台か出現する。どれもカラーリングは紫一色。プレイヤーが抜いても順位は変動しないため、障害物扱い（アザーカー）になる。
なお、この車両が動かないバグが存在している。
No.90の赤の車両は1人プレイ用の通常ストックカーである。
  - Car EX（No.69）
ボディの至る所に「Car EX」と大きくペイントされている黄色い車。
なお、スポンサーの「Car EX」は今作発売当時に実在していた車雑誌で、現在は廃刊となっている。

### 筐体の特徴
DX筐体とSD筐体(VS対戦筐体)が存在する。
なお、この筐体は以降のセガ製レースゲームでも使用され、VS筐体に至っては上部の看板やモニタ、細かい化粧部材以外は基本的には変わっておらず、登場以来長きに渡り転用される。

#### 両筐体共通の特徴
- 筐体部シートの前後チルト機構､座面へのウーハー内蔵｡
- 4速H型ゲートシフトレバー

アルミ削りだしによるものだが、回転効率の高いゲームであるためグリップ部が酸化しやすく見栄えも悪くなるため、続投となる『セガラリー』販売筐体ではクロームメッキ化された。
また、内部のゴム、ナイロンパーツ類の硬度、水滴対策のためにアルミ合板溶接部も塗装されるなど、見直されるようになった。
- ダッシュボード周辺化粧装飾類

メーターパネル（非可動）については以後のレースゲーム系では変わりはない。
ハンドルは『セガツーリングカーチャンピオンシップ』販売筐体よりシボやセンター部などのデザインが実車風のものに変更された。
- 各ペダル機構

ブレーキペダルにはゴム管での抵抗感があり、これによってブレーキング時の踏んだだけ抵抗感のある重さを表現していた。
また、クラッチは省略され、フットレストとなっている。
- サウンド基板

この頃はまだMODEL1作品の『バーチャファイター』が出て少し経過してからの作品ということもあり、サウンド基板はメイン基板を収めたシールドケースの外に設置されている。
このボードがないと起動チェックでエラーとなる。なお､この形式はウイングウォーやデザートタンクでも共通である。

#### 各筐体別の特徴
- DX筐体

レーシングカーを模した筐体部と、同社のスーパーメガロ50筐体を流用したモニタ部(50インチリアプロジェクションモニタ)に分離している。
先の『バーチャレーシング』でのメンテナンス面の反省から一番傷み易い横G表現とするエアバッグなどの可動部を廃止。
基板ユニットは筐体部シート背面のBOX内に格納されている。
また、ステアリングの反力のクラッチ機構はSD筐体と異なる機構を採用している。
DX筐体が販売された当初は通信機能非対応であり、デモ画面内に表示される年度の若さによりROMバージョンが判別できる。
この筐体形式は『デイトナ2』の時期まで続く。
- SD筐体

これまでの大型筐体は耐用年数が低く、オペレータ側での維持が困難だった木製合板製がスタンダードだったのに対し、
樹脂パーツと金属プレスによるユニットパーツ主体となったため、軽量かつ機能的となった。
- VS対戦筐体

SD筐体２台を連結したもの。
ディジーチェンで4台のVS筐体(SD筐体8台分)を光ファイバーで繋ぎ、通信対戦機能（最大8人同時プレイ）が可能。
各筐体間は通信ボード経由で接続され、電源を入れた際に各基板間の通信に滞りがあると起動チェックでエラーとなる。
VS筐体売りのROMには通信用の設定が入っているが、片側がメンテナンスなどによって稼動できない状態の場合は単体で動かせるようにDX筐体用の設定を使用する。
モニタには曲面ブラウン管を使用している。走査周波数はMODEL2作品では24kHz、MODEL3作品では31kHz用と違いがあり、
モニタ横のスピーカー口については『デイトナ』市場投入時は金属メッシュ板となっている。
『バーチャロン』が登場してからはモニタガイド一体成型のプラメッシュとなった。
筐体両サイドの化粧カバーについてはゲームごとに色が違い、シート後面は化粧カバーと色が共通だが
上部ビルボードは以後のゲームによって成型によるバリエーション、前後チルトの有無などが違ってくる。
メイン基板はシート座面下にあるシールドBOX内に収まっている。アクセスするためには2重ロックを解除してからシート部分を跳ね上げる必要がある。
- ライブモニタ

『バーチャレーシング』と同じく、通信対戦時のライブモニタシステムが継承されている。 システム上はライブモニタも独立のメイン基板を持った通信対戦筐体の1つであるため、利用時は最大7人対戦となる。

### デイトナUSA（セガサターン）
1995年4月1日発売。初の移植作だが、サターンとModel2基板との性能差により、ポリゴンの表示カウントが少なく、テクスチャは粗く、秒間フレーム数もアーケードの半分以下（秒間20フレーム表示）となった。その一方で独自要素として、光吉猛修が歌う曲が増え、車種や隠し要素が詰め込まれている。レーシングコントローラにも対応。
「アーケードモード」と「サターンモード」の二つのモードがあり、サターンモードではタイム制限がなく、使用できるクルマが性能の高いものが増えている。コントローラーのボタン配置は3種類の設定から選べる他、自分でボタン操作を自由に設定できるエディット機能がある。
隠し要素として、通信対戦型ACのマシンが性能とトランスミッション違いで登場したり（ナンバーは通信対戦型ACとは違い41に固定されている）、作中背景キャラとして登場している馬で走行すること（デイトナUMA）ができた。当時、実際に地方競馬所属の馬スーパーオトメが厩舎を抜け出し高速道路を疾走するという事件が発生し、併せて話題となった。

### デイトナUSA（Windows）
1996年12月6日発売。セガサターン版の移植。
BGMはCD-DA。アーケード版やサウンドトラックと楽曲は同一だが、若干異なるアレンジになっている。

### デイトナUSAサーキットエディション（セガサターン）
1997年1月24日発売。同機移植版『セガラリーチャンピオンシップ』で実装されたインタレース描画によりフレーム数を増やし、サターン独特のノンインタレース時のポリゴンの粗を可能な範囲でグーロシェーディング化し内容を一新、オリジナル要素（X-Bandによる通信対戦モードなど）を付加してリニューアル。レーシングコントローラー・マルチコントローラーに対応する｡
隠し車種としてデイトナという名前で初代のホーネットや初代のSS版に引き続き馬が登場する。

### デイトナUSA エボリューション（Windows）
1997年11月21日発売。『サーキットエディション』の移植。さらにオリジナルコースを追加。

### デイトナUSA2 BATTLE ON THE EDGE（アーケード）
1998年7月稼動の続編。基板にModel3を使用。
最大で16台通信対戦ができるが、後述するツインリンクもてぎのイベント以外では16台通信を見ることはなく、現時点では最初で最後の10人越え対戦できるアーケードレースゲーム。大型筐体には「クラッシュインパクトジェネレーター」が搭載されており、振動やショックで迫力を体感できる特徴がある。従来の4種類のカメラアングルに加え、運転席から見た視点が新たに追加された。
関連商品として、サウンドトラックCDとオフィシャルガイドブックが発売された。
新宿西口のスポーツランドというゲームセンターで大会が開催され、攻略本の著者も参加。店頭にはファンによるホーネットのカラーリングを施したスバル・アルシオーネSVXも停車していた。
ツインリンクもてぎサーキットでは、実際のNASCAR開催に合わせて、8台のツイン筐体を使用した16人対戦大会が行われた。

コースは初級コースが使用され、参加者には順位に応じて、DAYTONA USA2のロゴの入ったキャップやTシャツが配られた。この時の優勝者は女性。

同サーキットではこのイベントに合わせ、レーサーの練習走行や一般人の体験同乗用として所有していたストックカーをスコーピオのデザインへ変更し、イベント後も暫く運用していた事がある。
2025年2月21日発売の『龍が如く8外伝 Pirates in Hawaii』のゲーム内ミニゲームに本作が「SEGA RACING CLASSIC2 BATTLE ON THE EDGE」の名称で収録。家庭用としては初移植となる。
コース
- アストロ・ウォーターフォール・スピードウェイ
デイトナ恒例のオーバルコース。初期設定8周。ドーム内のコースで、第1コーナーのウォーターフォールコーナーではコース名にもなっている大きな滝が流れており、その他にもジャングルや大きな岩山らしき物が存在する。
アナザーカーのクラッシュを体験しやすいステージでもある。また、最終コーナー、ココナッツクラッシュでは敵車のクラッシュに巻き込まれることも少なくない。
BGM / SLING SHOT
- 東京ジョイポリス2020アミューズメントパーク
近未来の東京ジョイポリスを連想させる遊園地ステージ。初期設定4周。バイキングや宇宙怪獣、ゴーストにペンギンなどがドライバーを迎えるとてもにぎやかなステージ。
ディスパイアカーブからドラキュラカーブ、そして不運なドライバーを飲み込むブラックホール、
西部の町を再現したアラモ・ターン。そしてバンクが全く無いノースポールターンからなる。
非常にダイナミックなつくりだが、難所は3つと少ない。
BGM / I CAN DO IT
- ニュージョーク
ニューヨークシティを連想させるテクニカルコース。初期設定2周のロングコースで、前作の上級コースよりコーナーの種類が増え、難易度が高くなった。
ビルの間を縫うように走行して湾岸地帯からショートアイランドと、景色はめぐるましく変化する。
ブロンドウェイからTHE270、その後湾岸地帯のドッククランクや水平線まで見渡せるショートアイランド、360度カーブのボルテックス、2通りにコースが分かれるブロッコリーブランチ、3つの複合カーブのステーションヘアピンなどコーナーは多彩で難易度は高い。
BGM / SKYSCRAPER SEQUENCE

登場車種
ナンバーは前作と同じく41になっている（通信対戦型ACの場合、プレイヤーNo.）。
- Chum'sGum Parrot（Easy車）
最高速度 AT 323km / MT 327km
かわいらしいペイントのグリップ力の高い車。スピード、加速力ともに駄目だがグリップが高く、ほとんどのコーナーをドリフトせずに抜けられる。しかし、グリップが高いためドリフトがしにくいのが難点。
- SCORPIO Plasma（Normal車）
最高速度 AT 330km / MT 333km
サソリを連想させるようなペイントの車。加速、スピード、グリップのバランスが取れている。店頭用チラシにもこの車が登場している。
- PHANTOM FullForce（Hard車）
最高速度 AT 335km / MT 340km
グリップ力を犠牲にしてスピード、加速力をとことん上げたマシン。ドリフトをすると挙動の制御が難しい。慣れれば好タイムを出せる車である。
- HORNET Classic（Special車）
最高速度 AT 315km / MT 325km
第1作目の車のデザインを多少変更した車（Model3用に改良）。ATが青と赤のツートンカラーに、MTが黄と赤のツートンカラーとカラーリングも第1作目とほぼ同様（小さな変更点ではMT車のバンパーが黒い）。
車種決定時の声が通常は「（Easy, Normal, Hard）level car」となるが、これのみ車種名の「Hornet Classic」となる。
BOTEでは隠しマシンとして収録されており、特定のコマンドを入力しないと使用できない。
- アザーカー（雑魚車）
今回のアザーカーは煙を上げたり、こちらへ飛んできたりする（勿論、クラッシュしてきたアザーカーにぶつかるとこちらもクラッシュする）。時折、ボロボロに壊れてコース上で止まっていることもあり、それを抜けばランクが上がる（周回遅れでない限り）。

### デイトナUSA2 パワーエディション（アーケード）
1998年12月稼動。バランスの調整などを施した改良版。大きな変更点は「HORNET Classic」が最初から選べるようになったこと、中級～上級～初級をバイパス道路やトンネルで繋ぎ、全コースをノンストップで走る「MIXコース」の追加。また一部グラフィックの変更が施されている。車種選択時に、ブレーキを押しながら車を決定すると、逆走モードになる設定の筐体もあり、誰かが「逆走だぁーーーーー」と叫んでくる。筐体の設定により、タイヤがたれていったり、ガソリンが無くなっていったり（専用HUDが表示される）、大きなクラッシュがあれば、黄旗が掲示され、「フル・コースコーション」になり、隊列を整えてから再スタートするなどの、実際のレースさながらにプレーできるものもある。
2023年11月9日に発売された『龍が如く7外伝 名を消した男』のゲーム内ミニゲームとして、本作が『SEGA RACING CLASSIC 2』の名称でリメイクし収録された。家庭用としては初移植となる。
変更の一例
- アナザーカーがより攻撃的になったため、クラッシュに巻き込まれやすくなっている。
- 初級コースの会場が変更（MIXコースで上級コースから続くバイパスのトンネルがある為。これにより本作の舞台は「上級コースの街とそこにあるジョイポリスとサーキット」ということになった）。
- スタッフロール画面には自分の走りが映るようになっている。
- 中級コースの直角コーナーがイージーコーナーになった。また、MIXで上級コースに行く為のバイパスのトンネルが造られる（普通に中級を選ぶと閉鎖されている）。
- ほかにも、上級コースのバイパス付近の芝生が減速するようになったり、細かなところも改良されている。
- ボーカルがバトルオンザエッジとパワーエディションでは違う（パワーエディションでは初期設定では光吉猛修バージョンが流れる。逆にバトルオンザエッジでは初期設定ではDennis St. Jamesバージョンが流れる）。
- 「HORNET Classic」の外見が微妙に変更されたほか[注 10]、挙動が良くも悪くも初代さながらの操作性になる。また、視点変更も初代と同様の4種類しか存在せず、隠し視点はデモでこの車が走っているときのみ使える。
また、この車で初級を選ぶと、「ローリングスタート」の、車登場場面やピットワークの様子が他の車と違う（初代のツイン筐体仕様になる）。

変更車種
- J.C.Eagle（Easy車）
Chum's Gumの代わりに追加された車。ペイントはハトのシルエットに星条旗をかぶせたようなペイント。主な性能はChum's Gumと変わらない。挙動がバトルオンザエッジから変更され、上級コースではハード車よりも好タイムが出る。

追加コース
- セガ・インターナショナルスピードウェイ
前述の通り、アストロ・ウォーターフォール・スピードウェイから変更され登場したコース。初期設定8周。コース内容はアストロ・ウォーターフォール・スピードウェイとほぼ同様。
会場のデザインが実在のデイトナ・インターナショナル・スピードウェイに近くなった。
BGM / SLING SHOT
- MIXコース（30台エントリー）
中級→上級→初級をノンストップで走る。なお、ヘリコプタービュー（プレイヤー車の真上から）にはできない。
中級のスタート位置は変わらないがノースポールターンは半分で終わり、トンネルにつながる。しばらくバイパス道路を通り上級のスタート位置の手前辺りに出る。
そしてブロッコリーブランチの分岐をまっすぐ進み、住宅地を抜けて左のトンネルに入り再びバイパスへつながる。
その後、初級のピットからコースに出て、一周して終了である。
BGMは現在走っているコースに順じ、コース間のトンネルでBGMが次のコースの物に変わる。

### デイトナUSA2001（ドリームキャスト）
2000年12月21日発売。第1作目（アーケード版）の移植＋α。開発は元気が行った。操作性が今までと比べ大幅に変わり、かなり滑りやすくなっている。タイヤの種類を選べたり、台数を変えられるなどの追加要素もある。前作のコースも健在で、デイトナシリーズ全16コースを走り抜き、ワールドチャンピオンを目指す「チャンピオンシップモード」が追加された。また、インターネットを通して、最大4人までの同時プレイが可能となる通信対戦や、自分の走行データをアップロードすることもできた。なお、セガは本作の発売までにデイトナの名称使用権利を米国ハズブロに売却しており、権利表記に小会社のHasbro Interactiveが付けられている。
なお本作はピットイン時のタイヤ交換作業が片側２本だけしか行われない。これは制作側のミスなのか意図的なものなのかは不明。ちなみにアーケード版やセガサターン版ではちゃんと４本のタイヤが交換される。
また、本作のみ「デイトナUSA」、「サーキットエディション」及び「デイトナUSA エボリューション」とは異なり、単独でサウンドトラックは発売されていない。音源は2009年に発売された、歴代シリーズの音源を全て収録した『LET'S GO AWAY THE VIDEO GAME DAYTONA USA ANNIVERSARY BOX』に収録された。
車種
最初に選べるのは以下の4車種であるが、条件を満たすことで更に6車種がアンロックされる。
また、いずれのマシンも、自分でカラーリングを3種類まで設定できる。調整はRGB方式。
- ホーネット（プレイヤーカー）
加速&最高速普通、ハンドリング普通。
- ライトニング（プレイヤー、雑魚）
加速&最高速最高、ハンドリング最低。
- ファルコン（プレイヤー、雑魚）
加速&最高速普通、ハンドリング高い。
- グラスホッパー（プレイヤー、雑魚）
加速&最高速低い、ハンドリング最高。

コース
コースは「サーキットエディション」で登場した5コースに、DC版オリジナルの3コースを追加した、計8コースを走行可能。
 これまでは隠しモードとして扱われていたが、全コースの各種設定が最初から行えるようになった。NORMAL（順走）、REVERSE（逆走）、MIRROR（順走かつコースレイアウト自体が逆）、MIRROR REVERSE（逆走かつコースレイアウト自体が逆）の4タイプが選べ、その内、逆走を選んだ場合のみ、BGMが順走時とは異なるアレンジで流れる仕様になっている（BGM自体は同じ）。

また、LトリガーとRトリガーを押しながら「START」を選び、「LADIES AND GENTLEMEN START YOUR ENGINES」の画面が終わるまで押しっぱなしにすると、コースの時間帯を変更できる（デフォルトの時間帯が「昼」なら「夕方」にできる。その逆も同様）。

コースの特徴については公式HPより引用。
- スリーセブン・スピードウェイ
本コースのみ、ローリングスタート方式である。
BGMは「The King Of Speed（再録）」。
- ダイナソー・キャニオン
深い谷間を通る公道を使って作られている。アップダウンが激しく、ヘアピンコーナーも多い特徴のあるミドルコース[10]。
BGMは「Let's Go Away（再録）」。
- シーサイド・ストリート・ギャラクシー
スターライト・ブリッジからスタートしてオリオンペイの観光名所をめぐるロングコース。多くの複合コーナーが入り組むコースとなる[10]。
BGMは「Sky High（再録）」。
- デザートシティ
SS版『サーキットエディション』で最も人気の高かったコース。デザートシティの周囲の道を改装して作られている[10]。
BGMは「Desert Grit」。
- ナショナルパーク・スピードウェイ
BGMは「Holiday in the Park」。
- サーキット・ピクシー☆
妖精が住んでいたとされる森を切り開いて作られた、直線と高速コーナーで構成されたハイスピードコース。
BGMは「SPEED FRIEND」。
- リン・リン・リンク☆
湿原に作られたコース。細やかなコーナーの後の直線で出せる最高速度が勝負を決める鍵となる[10]。
BGMは「Greatfall in the Sky」。
- マーメイド・レイク☆
8の字のレイアウトとなっており、「人魚の月」と呼ばれるバンクのきついカーブと、最終コーナー直前の直角カーブが勝負の分け目となっている。
BGMは「DON'T LOOK BACK」。

### SEGA RACING CLASSIC
2009年にSEGA RACING CLASSICというタイトルで都内のゲームセンターでロケーションテストを実施していた。第1作目（アーケード版）のHDリメイク作品。基板にRINGWIDEを使用。このタイトルのリリース目的は『デイトナUSA』というタイトルの復刻（リバイバル）のほか、欧米で今も稼働し続けている第1作目、2作目（いずれもアーケード版）の筐体老朽化による安全面の対策・製造部品の打ち切りよるアフターサービス対応が困難になってきたことによるリプレイスであると思われる。

実際の販売は欧米のみとなっており、日本では上記のロケーションテスト時のみしか日の目を浴びることがなかった。
ゲーム自体はデイトナそのものであるがタイトルに「デイトナ」という名称を用いなかった理由は当時のライセンス上の問題の為で、それ故一部のコースと、使用されたBGMの一部歌詞も削除されていた。

### デイトナUSA（PS3/Xbox 360版）
2011年には『DAYTONA USA2001』以来から約11年振りに家庭用に移植されたHDリメイク版が10月26日にPS3/Xbox 360でDL版限定で発売された。ゲーム内容は「SEGA RACING CLASSIC」と同じだが、MODEL2版と変わらないグラフィックで家庭用機へ移植されたのはこれが初めて。レイティングはCERO：A（全年齢対象）。
PS3・Xbox 360版オリジナル要素としてカラオケモード・制限時間内にどれだけ走りきれるかを競うサバイバルモード・さまざまな課題に挑戦するチャレンジモードが追加された。また、PlayStation Network・Xbox Liveを利用してランキングや通信対戦が可能（なお、対戦時のみ車のカラーとナンバーが通信対戦型ACのカラーとナンバーになる）。
2023年2月7日をもって、Xbox 360向けストアでの配信・販売を終了した。

### Daytona Championship USA（アーケード）
2016年11月、英国セガ・アミューズメントがアメリカのアミューズメント展示ショー「IAAPA Attractions Expo 2016」に出展。初代をベースとした「リマスター版」のニュアンスを押し出したモノになっている。初代のリメイク3コースと実在のデイトナ・インターナショナル・スピードウェイを含む新規3コースの計6コースが収録されている。基板は汎用PCに近い仕様で看板部分のサブモニターにはRaspberry Pi 3を使用。2017年6月ごろより海外で出荷・稼働開始。2020年12月現在、日本では展開されていない。
また、2018年7月11日には音楽ゲーム『maimai MiLK PLUS』に同作バージョンの「Let's Go Away」が追加された。